# Tüskés bíborcsiga
A tüskés bíborcsiga (Bolinus brandaris korábban, Murex brandaris) a csigák (Gastropoda) osztályának Hypsogastropoda alrendjébe, ezen belül a tüskéscsigák (Muricidae) családjába tartozó faj.

## Előfordulása
A tüskés bíborcsiga a Földközi-tengerben és az Atlanti-óceán környező részén, dél felé egészen Nyugat-Afrikáig, eliszaposodott sziklaaljzaton és tengerifűvön él, 5-80 méter mélységben.

## Megjelenése
A tüskés bíborcsiga 7-9 centiméter hosszú. Vastaghéjú házának 6-7 kanyarulatát erős tüskékkel ellátott axiális irányú kiemelkedések tagolják. A hasasan kiöblösödő utolsó kanyarulaton kiemelkedésenként 2 tüske van. A kanyarulatok felülete hosszanti irányban rovátkolt. A szájadék tojás alakú, a szifócsatorna igen hosszú és egyenes. A héj színe sárgásfehér, a szájadék narancssárga.

## Életmódja
A tüskés bíborcsiga rabló életmódot folytat, de dögöket is fogyaszt. Zsákmánya más puhatestű állat, amelyet lábával az aljzathoz szorít és elfogyaszt, a kagylókat pedig a teknők pereménél szétfeszíti, és az így keletkezett résen keresztül ormányával falja fel az állat lágy részeit.
Egykor ez a faj szolgáltatta a keresett és drága bíborfestéket
Úszó lárvákkal szaporodik.

## Felhasználása
A legelterjedtebb római ruhadarab, a tunika díszítésére használták. A tunikák díszei a ruhadarab elején és hátulján is függőlegesen egymás mellett futó csíkok, a clavusok voltak. A senatorok tunikáján minden esetben egy, a többi ruhán megtalálható sávnál szélesebb, bíbor színű csík, a latus clavus futott. Ennek festékanyagát, a bíbort legtöbbször a tüskés bíborcsiga által kibocsátott váladékból nyerték ki. Egy gramm festék előállításához tízezer csigára volt szükség. A csigafajok mirigyfolyadékából előállított bíborszínek jelentősen eltérhettek egymástól.